# コアマモ
コアマモ（小甘藻、小海藻、学名：Zostera japonica）は、アマモ科（新エングラー体系ではヒルムシロ科）アマモ属に分類される海草の一種である。浅海域に生育するが藻類ではなく種子植物（顕花植物）の仲間である。

## 特徴
分布
主に温帯の沿岸域に分布するが、一部亜熱帯にも分布する。日本では北海道から本州、四国、九州、南西諸島（種子島、奄美大島、沖縄島、宮古島、石垣島、西表島）に至る全域に分布し、日本国外ではサハリン・カムチャツカ半島、中国南部、ベトナム、北アメリカ西岸等に分布する。
日本では全国的に分布する海草であるが、南西諸島においては沖縄島でごく小規模な群落が十数ヵ所確認されている一方で、種子島、奄美大島、宮古島及び石垣島では各1ヵ所でしか確認されておらず植物地理学上興味深い。なお、西表島の分布状況は不明である。
形態
多年草の沈水植物。茎（根茎）は直径0.5 - 1.0ミリメートル程度で細く、砂泥中を匍匐して分岐し、いくつかの節（ふし）を付ける。節の間隔は1 - 3センチメートルで、節から細かい根を出して砂泥にからみつく。また節からは葉をつける枝と花序をつける枝も出る。葉は2列に互生し、長さ10 - 25センチメートル、幅0.1 - 1.3ミリメートルの狭線形、葉縁は全縁、明瞭な2-3本の平衡脈を持つ。葉の先端は鈍く尖り、基部には長さ1.2 - 6センチメートルの葉鞘をつける。雌雄同株。花期は6月頃。花序は長さ約2センチメートル程度の肉穂花序で鞘状苞に包まれる。雄花は花序の先端に、雌花は花序の中央につける。種子は長さ2センチメートルの楕円形。
名前の通り近縁種のアマモに比べ小型の植物で、葉が小さく、根茎の節の間隔が狭い。 
生育環境
主に水深1 - 2メートル程度の浅海域の砂泥地に生育するが、一部汽水域でも生育する。また、他の海草類と比べて乾燥に強く、低潮線付近まで見られ、干潮時には一部が水面から出る潮間帯でも生育することができ、ごく浅いところに小規模な藻場を形成する。当真（1999年）は河口域に繁茂する傾向があるとしている。

## 保護上の位置づけ
日本のほぼ全域に分布しており、2007年に発表された環境省レッドリストではそれまでの情報不足（DD）からランク外にはずされた。しかし地域によっては、沿岸域の埋め立てによる個体及び生育地への影響や水質汚染による生息環境の悪化などにより個体数・生育地が減少しており、本州及び四国の太平洋側、九州・沖縄地方などの県のレッドデータブックに掲載されている。
- 青森県 - 重要希少野生生物（Bランク）
- 岩手県 - Aランク
- 宮城県 - 要注目種
- 福島県 - 絶滅危惧I類
- 茨城県 - 危急種
- 千葉県 - 一般保護生物
- 神奈川県 - 絶滅危惧IB類
- 静岡県 - 準絶滅危惧
- 石川県 - 絶滅危惧II類
- 愛知県 - 準絶滅危惧
- 三重県 - 絶滅危惧IB類
- 和歌山県 - 絶滅危惧IB類
- 兵庫県 - Aランク
- 岡山県 - 準危急種
- 徳島県 - 準絶滅危惧
- 愛媛県 - 準絶滅危惧
- 高知県 - 絶滅危惧IB類
- 福岡県 - 情報不足
- 佐賀県 - 絶滅危惧II類
- 長崎県 - 絶滅危惧IB類
- 熊本県 - 絶滅危惧IB類
- 大分県 - 絶滅危惧II類
- 宮崎県 - 準絶滅危惧
- 鹿児島県 - 準絶滅危惧
- 沖縄県 - 絶滅危惧II類